# Andrea Moberg
Andrea Moberg Tobies (Iquitos, 4 de junio de 1994) es una modelo, activista y reina de belleza peruana, que representó a dicho país en el certamen de Miss Grand Internacional 2018, en donde fue realizado en la ciudad de Rangún, Myanmar, convirtiéndose la primera peruana en ganar en Mejor Traje Típico.

## Biografía
Nació y creció en la ciudad de Iquitos, la capital del Departamento de Loreto, ubicada en la Selva-norte del Perú. El apellido Moberg es de origen sueco. Actualmente es estudiante de Periodismo y activista por los derechos humanos de las familias de Bajos Recursos y también sobre los derechos de la mujer en el país.

### Miss Perú Universo 2018
En la noche 29 de octubre del 2017, Moberg representó a Loreto en el certamen nacional de Miss Perú 2018, que fue realizado en el Teatro Municipal de Lima. Al final del concurso queda como 1era Finalista, perdiendo ante Romina Lozano del Callao y al mismo tiempo, le dieron el título de Miss Grand Perú 2018 y también como la Reina Rosa 2018. 
El 6 de febrero del 2018, Moberg fue coronada oficialmente como Miss Grand Perú 2018 por su antecesora María José Lora, Miss Grand Internacional 2017 en el Hotel Country Club de Lima.

## Miss Grand Internacional 2018
Andrea Moberg representó al Perú en el certamen internacional de Miss Grand Internacional 2018, dado la noche de 25 de octubre del 2018 en Rangún, Myanmar.
| Predecesor: María José Lora Trujillo | Miss Grand Perú 2018 | Sucesor: Camila Escribens USA Perú |